# سارة هيسترين ليرنر
سارة هيسترين ليرنر (بالعبرية: שרה הסטרין-לרנר‏)‏ (1 مايو 1918 في وينيبيغ - 18 نوفمبر 2017 ) أحيائية، وعالمة أمراض، وعالمة حيوانات من كندا.

## التعليم
تعلمت سارة هيسترين ليرنر في:
- الجامعة العبرية في القدس

## الجوائز
حصلت سارة هيسترين ليرنر على الجوائز الآتية:
- جائزة إسرائيل